# Richard
Richard er et drengenavn. Personer med navnet:
- Prins Richard - gift med Benedikte, Prinsesse til Danmark.
- Richard Attenborough (født 1923) – britisk filminstruktør
- Richard Branson (født 1950) – britisk erhvervsmand
- Richard Dreyfuss (født 1947) – amerikansk skuespiller
- Richard F. Heck (født 1931) – amerikansk kemiker og nobelpristager
- Richard Gibson (født 1954) – engelsk skuespiller
- Richard Jenkins (født 1947) – amerikansk skuespiller
- Richard Kiel (født 1939) – amerikansk skuespiller
- Richard Linnehan (født 1957) – amerikansk astronaut
- Richard Løvehjerte (1157-1199) – engelsk konge
- Richard M. Stallman (født 1953) – amerikansk programmører
- Richard Møller Nielsen (født 1937) – dansk landsholdstræner
- Richard Nixon (1913-(1994) – USA's præsident
- Richard Strauss (1864-(1949) – tysk komponist
- Richard von Weizsäcker (født 1920) – tysk forbundspræsidenter
- Richard Wagner (1813-1883) – tysk komponist
- Richard Østerballe - dansk biolog, direktør for Givskud Zoo